# Ангел Божков
Ангел Иванов Божков е български революционер, деец на Вътрешната македоно-одринска революционна организация.

## Биография
Роден е в 1875 година в неврокопското село Скребатно, тогава в Османската империя. Присъединява се към ВМОРО. Влиза в четата на Стоян Мълчанков, с която участва в Илинденско-Преображенското въстание през лятото на 1903 година. Сражава се при Арами бунар в Пирин, при Айгидик и в Разложкото поле.
На 23 март 1943 година, като жител на Скребатно, подава молба за българска народна пенсия, която е одобрена и пенсията е отпусната от Министерския съвет на Царство България.